# Operation Zeppelin

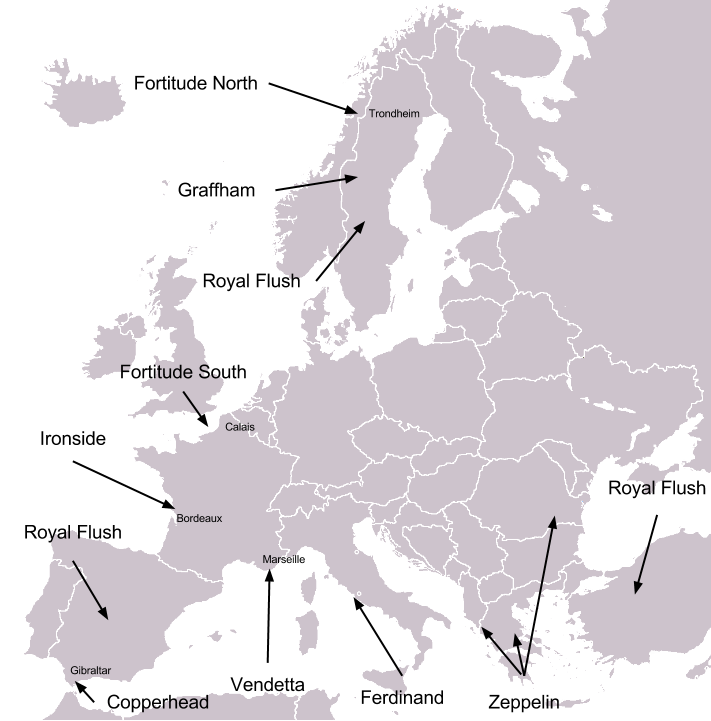
Teiloperationen der Operation Bodyguard zur Täuschung der Achsenmächte

Operation Zeppelin war ein Täuschungsmanöver der Alliierten im Zweiten Weltkrieg. Sie war Teil der Operation Bodyguard, die zur Aufgabe hatte, vor dem deutschen Oberkommando den realen Ort und Termin der Landung in der Normandie am 6. Juni 1944 zu verschleiern, und war ähnlich organisiert wie die bekanntere Operation Fortitude, die eine Invasion am Pas de Calais vortäuschen sollte. Mit der erfolgreichen Landung in Nordfrankreich wurde die Operation obsolet.
Die Operation sollte glauben machen, dass eine alliierte Landung auf Kreta, in Griechenland oder an der rumänischen Schwarzmeerküste erfolgen solle. Zu diesem Zweck täuschten die Alliierten die Existenz der 9., 10. und 12. Armee in Ägypten durch einen fingierten Funkverkehr und regelmäßige Übungen vor.